# Willy Longueville
Willy Longueville, belgijski dirkač, * 1910, Charleroi, Belgija, † Belgija.
Willy Longueville se je rodil leta 1910 v belgijskem mestu Charleroi kot sin tesarja. Na dirkah za Veliko nagrado je debitiral v sezoni 1929, ko je na dirki za Veliko nagrado Frontieresa z dirkalnikom Bugatti T37A presenetljivo osvojil drugo mesto, premagal ga je le Goffredo Zehender z Alfo Romeo 6C. V sezoni 1930 je nastopil na štirih dirkah, Veliki nagradi Orana, Veliki nagradi Frontieresa, Grand Prix de la Marne in Veliki nagradi Masaryka, toda prav na vseh je odstopil. Od sezoni 1931 je pridobil nov dirkalnik Bugatti T35B, toda zaradi vse večjih stroškov dirkanja je bolj poredko dirkal. V sezoni 1931 je nastopil le na dirki Grand Prix de la Marne, na kateri je odstopil, na dirkah za Veliko nagrado Nemčije v sezoni 1932 in Veliko nagrado Pikardije v sezoni 1933 pa zaradi okvare dirkalnika sploh ni štartal. V sezoni 1934 je na dirki za Veliko nagrado Frontieresa dosegel vrhunec kariere s svojo edino zmago. Po dirki za Veliko nagrado Pikardije v naslednji sezoni 1935, kjer je odstopil, se je zaradi prevelikih stroškov dirkanja upokojil. Kraj in čas njegove smrtni sta neznana.